# Stéphane Lissner

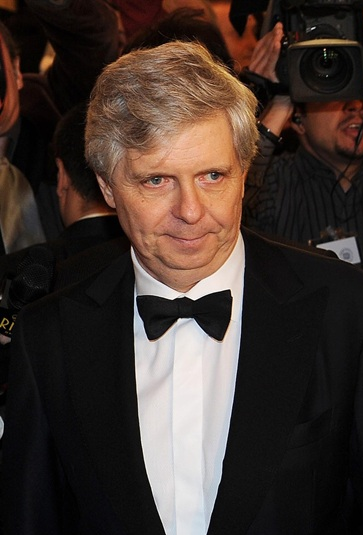
Stéphane Lissner (2010)

Stéphane Lissner (* 23. Januar 1953 in Paris) ist ein französischer Theater- und Operndirektor.

## Leben
Stéphane Lissner ist der Sohn eines Betriebsleiters und besuchte die Pariser Schulen Collège Stanislas und Lycée Henri IV. Seine ersten Erfahrungen mit der Welt der öffentlichen Theater machte er 1977 als Generalsekretär des Stadttheater Centre dramatique d’Aubervilliers. Danach war er in den Jahren von 1978 bis 1983 Co-Direktor des Centre dramatique de Nice am Théâtre national de Nice in Nizza.
Lissner leitete zwischen 1984 und 1987 die Kulturveranstaltung Printemps du théâtre und lehrte 1984 das Fach Leitung von kulturellen Einrichtungen an der Université Paris-Dauphine. Im Jahre 1983 wurde er in den Verwaltungsrat des Pariser Théâtre du Châtelet berufen. Von 1988 bis 1997 war er an diesem Theater Generaldirektor und leitete von 1994 bis 1996 in gleicher Funktion das Orchestre de Paris, welches im Théâtre du Châtelet seinen Sitz hatte. Von 1995 bis 1997 war er künstlerisches Leiter des Opernhauses Teatro Real in Madrid.
1998 wurde Lissner Leiter des Festival d’Aix-en-Provence, während er sich in Paris gleichzeitig die Leitung des Théâtre des Bouffes du Nord mit Peter Brook von 1998 bis Juni 2005 teilte und seit 2002 mit Fréderic Franck das Théâtre de la Madeleine leitete. Seinen bis 2009 laufenden Vertrag mit den Festspielen in Aix musste er 2006 auflassen, um sich seinem Posten als künstlerischer Leiter und Intendant (sovrintendente) des Teatro alla Scala in Mailand, der 2009 verlängert wurde, widmen zu können.
Im Oktober 2012 wurde er zum stellvertretenden Leiter der Pariser Oper ernannt. Ab 1. August 2014, nach dem Fortgang von Nicolas Joel, übernahm er die alleinige Leitung des Hauses.
Mit Wirkung vom 1. Juni 2023, dem Tag des Inkrafttretens eines Dekrets von Minister Gennaro Sangiuliano, musste der Superintendent Stéphane Lissner sein Amt am Teatro di San Carlo von Neapel aufgegeben. Hintergrund war, dass der Ministerrat der Republik Italien am 4. Mai 2023 im Rahmen einer Reform der Regierungsführung ein Verbot der Annahme von Aufträgen und Positionen für Personen verfügt hat, die das 70. Lebensjahr vollendet haben. Lissner klagte am Arbeitsgericht Neapel erfolgreich gegen das Dekret, worauf dieses für rechtswidrig erklärt und aufgehoben wurde.

## Ehrungen und Auszeichnungen
- Chevalier der Ehrenlegion

## Veröffentlichungen
- Métro Chapelle. NiL Éditions, Paris 2000, ISBN 2-84111-187-3.